# Castell de Salabert
El Castell de Salabert era una fortificació medieval de la comuna de Rià i Cirac, a la comarca del Conflent, a la Catalunya del Nord.
Era situat a l'esquerra del Callau, al sud-est de Llúgols i al nord de Rià, a l'interior d'un meandre del riu, damunt l'esperó de roques que el domina.
Només en queden alguns vestigis.